# A Western Girl's Sacrifice
A Western Girl's Sacrifice è un cortometraggio muto del 1911 scritto, prodotto, interpretato e diretto da Gilbert M. 'Broncho Billy' Anderson.

## Produzione
Il film fu prodotto da Gilbert M. 'Broncho Billy' Anderson per l'Essanay Film Manufacturing Company di Chicago. Venne girato in California, a San Rafael e a Santa Monica.

## Distribuzione
Distribuito dalla General Film Company, il film - un cortometraggio in una bobina - uscì nelle sale cinematografiche USA il 2 settembre 1911.